# Doc Martin
Doc Martin är en brittisk TV-serie från 2004 producerad av ITV Studios. Den består av tio säsonger med totalt 79
avsnitt. Seriens producent är Philippa Braithwaite och titelrollen spelas av hennes make Martin Clunes.

## Handling
Doktor Martin Ellingham utvecklar blodfobi och kan därför inte längre arbeta som kirurg. Han flyttar från London till den lilla kuststaden Portwenn i Cornwall för att istället bli husläkare. Doktor Ellingham saknar social kompetens och uppfattas som burdus då han säger vad han tycker utan några som helst försköningar. Vänskapligt småprat ser han som slöseri med tid. Han får det inte lätt i byn där invånarna ser honom som en snobb och han blir ofta föremål för skratt från byborna. Själv vill han bli tilltalad som doktor Ellingham men de flesta i byn envisas med att kalla honom för Doc Martin. Det är också en kärlekshistoria mellan doktor Ellingham och Louisa Glasson. Det går inte smärtfritt, mycket beroende på Martins oförmåga att föra sig i sociala sammanhang.

## Om serien
Doc Martin skapades av Dominic Minghella – Ellingham är ett anagram på Minghella – baserad på Martin Clunes rollfigur doktor Martin Bamford i filmen Saving Grace från 2000. Det gjordes också två TV-filmer – av de sex som hade planerats – Doc Martin från 2001 och Doc Martin and the Legend of the Cloutie från 2003, där han fortfarande heter Martin Bamford, innan konceptet fick sin nya form med ett nytt namn och en reviderad bakgrundshistoria för doktorn. Serien har gått i tio säsonger med ett specialavsnitt i långfilmsformat; totalt 79 avsnitt gjordes. I Storbritannien visas serien av ITV, i Sverige av Kanal 9 och Hallmark Channel, senare på TV8 och av streamingtjänsten Acorn TV. Gästskådespelare som gjort insatser i serien är bland andra Sigourney Weaver, Caroline Quentin, Lia Williams och Claire Bloom. I det säsongsavslutande långfilmslånga avsnittet i andra säsongen medverkar Kenneth Cranham och Chris O'Dowd.
Seriens utomhusscener är inspelade i byn Port Isaac i Cornwall.

## Skådespelare (urval)
- Martin Clunes – Martin Ellingham. Läkare och seriens huvudkaraktär.
- Caroline Catz – Louisa Glasson. Lärare i byn. Gifter sig med dr. Ellingham.
- Ian McNeice – Bert Large. Rörmokare, driver med begränsad framgång flera olika verksamheter.
- Joe Absolom – Al Large. Bert Larges vuxne son med en något nyktrare syn på företagnde än fadern.
- Selina Cadell – Sally Tishell. Driver byns apotek och är förtjust i dr. Ellingham.
- Malcolm Storry – Clive Tishell, Sallys make.
- John Marquez – Joe Penhale. Byns polis.
- Eileen Atkins – Ruth Ellingham. Dr. Ellinghams faster.[3]  pensionerad rättspsykiatriker som bor i trakten.
- Jessica Ransom – Morwenna Newcross. Läkarmottagningens receptionist och allt-i-allo från och med säsong 5
- Stephanie Cole – Joan Norton. Dr. Ellinghams faster,[3] driver en fårgård i trakten.
- Stewart Wright – Mark Mylow, byns polis i säsong 1 och 2.
- Lucy Punch – Elaine Denham, mottagningens receptionist första säsongen
- Katherine Parkinson – Pauline Lamb, mottagningens receptionist säsong 2 till 4.
- Robyn Addison – Janice Bone, Martin och Louisa's barnvakt, och Joe Penhales kärleksintresse
- Jeff Rawle – Roger Fenn, musiklärare